# 鎳鎘電池
鎳鎘電池（英語：Nickel-cadmium battery，通常簡稱NiCd，讀作“nye-cad”）是一種早期流行的蓄電池。這種電池以氫氧化鎳（NiOH）及金屬鎘（Cd）作為產生電能的化學品。須注意，簡稱NiCad是SAFT Corporation的註冊商標，不應視作一般鎳鎘電池的簡稱。

## 特色
對比其他種類的蓄電池，鎳鎘電池的優勢是：放電時電壓變化不大，充電為吸熱反應，內阻小，鎳鎘電池的缺點則是記憶效應及鎘的重金屬污染，自我放電率亦高，使得鎳鎘電池漸漸地在電子設備的領域中被汰除。
不過，对轻度的过充过放相对锂电池来说，鎳鎘電池、乃至於二代镍氢电池，容忍度较大，可以一直接著電並且在使用時本來就必須完全放光電，故緊急照明燈、手電筒還有用途，或是剩下醫療儀器、軍事設備等特殊產品仍會使用它，而且新的鎳氫電池則大幅改善了上述缺點。

## 化學反應
一般使用以下反應放電：Cd+2NiO(OH)+2H2O→2Ni(OH)2+2Cd(OH)2 充电时反应相反。